# Les Dix Commandements (recueil de nouvelles)
Pour les articles homonymes, voir Les Dix Commandements.
Les Dix Commandements : Récits sur la guerre de Hitler contre la loi morale est d'un recueil de nouvelles publié en 1944 à New York aux Éditions de la Maison Française, regroupant des contribuations des écrivains Thomas Mann, Bruno Frank, John Erskine, Rebecca West, Sigrid Undset, Franz Werfel, André Maurois, Jules Romains, Louis Bromfield et Hendrik Willem van Loon.

## Nouvelles

### Contenu
En 1943, à la demande du gouvernement américain, les éditeurs Simon et Schuster entreprirent la composition d'un recueil de nouvelles rédigées par des écrivains français, américains, anglais, allemands, autrichien, hollandais et norvégien et inspirées des dix commandements bibliques.
Ces textes avaient vocation à « être répandu en pays ennemi par la voie des airs » et devaient démontrer que « les Nazis violaient toutes les lois divines et humaines. » Ce recueil est constitué de :
- Tu n'auras pas d'autres dieux devant ma face de Thomas Mann.
- Tu ne feras pas d'image taillée de Rebecca West.
- Tu ne prendras pas le nom de l’Éternel, ton Dieu, en vain de Franz Werfel.
- Souviens-toi du jour du sabbat, pour le sanctifier de John Erskine.
- Honore ton père et ta mère de Bruno Frank.
- Tu ne tueras point de Jules Romains.
- Tu ne commettras point l'adultère d'André Maurois.
- Tu ne déroberas point de Sigrid Undset.
- Tu ne porteras point de faux témoignages contre ton prochain de Hendrik Willem van Loon.
- Tu ne convoiteras point de Louis Bromfield.

## Éditions
- Thomas Mann, Bruno Frank, John Erskine, Rebecca West, Sigrid Undset, Franz Werfel, André Maurois, Jules Romains, Louis Bromfield et Hendrik Willem van Loon, The ten commandments, préface de Hermann Rauschning, avant-propos de Armin L. Robinson, New York, Éditions de la Maison française, 1944, 546 p.[2]
- Thomas Mann, Bruno Frank, John Erskine, Rebecca West, Sigrid Undset, Franz Werfel, André Maurois, Jules Romains, Louis Bromfield et Hendrik Willem van Loon, Les Dix Commandements : Récits sur la guerre de Hitler contre la loi morale, préface de Hermann Rauschning, avant-propos de Armin L. Robinson, traduction française de Simone André-Maurois, Paris, A. Michel, 1946, 524 p.[3]
- André Maurois, Œuvres complètes : Les Mondes imposibles - Les Mondes imaginaires - Tu ne commettras point d'adultère, t.  VII, bois de Louis Jou, Paris, Grasset, 1951[4].